# Baryscapus grafi
Baryscapus grafi är en stekelart som först beskrevs av Crawford 1913.  Baryscapus grafi ingår i släktet Baryscapus och familjen finglanssteklar. Inga underarter finns listade.